# Dimitar Iliev
Dimitar Iliev, né le 2 août 1975 à Sofia, est un pilote de rallyes et homme politique bulgare.

## Biographie
Ce pilote débuta en championnat d’Europe en 1995 sur Volkswagen Golf GTI 16V dans son propre rallye national, et en WRC en 2002 en Suède sur Mitsubishi Lancer Evo VII.
Ses succès européens furent obtenus pour le compte des teams AMSC Boila AMS et Boyla Auto Motor Sport entre 1998 et 2007. De 2010 à 2013 il court avec le team Vivacom Rally.
Il est le troisième bulgare à remporter le Rallye de Bulgarie, après les frères Ilia et Kolio Tchoubrikov sur Renault-Alpine 1600 en 1971.

## Palmarès (au 31/12/2013)
- Vainqueur de la Coupe d'Europe FIA de zone est des rallyes: 2006, 2007, 2011;
- Octuple champion de Bulgarie des rallyes: 2000, 2001, 2006, 2007, 2008, 2011, 2012, 2013;
- Champion de Bulgarie F2: 2013;
  - Vice-champion d'Europe des rallyes en Formule 2: 2001;
  - Vice-champion d'Europe des rallyes de zone-est: 2002;
  - Vice-champion de Bulgarie des rallyes: 2005;
  - 3e du Championnat d'Europe des rallyes: 2006;
  - 3e de la Coupe d'Europe FIA de zone est des rallyes: 2012.

### 1 victoire enIRC
- 2012: Rallye Sliven (sur Skoda du Vivacom Rallye Team);

### 11 victoires enchampionnat d’Europe des rallyes
- 2000 et 2001: Rallye d’Hebros (Prista Oil, à Plodiv) (copilote Petar Sivov, sur Ford Escort RS Cosworth, puis sur Peugeot 306 Maxi);
- 2000 et 2001: Rallye Yu (à Bajina Bašta - Serbie) (copilote Petar Sivov, sur Peugeot 306 Maxi);
- 2000: Rallye Interspeed (à Sokobanja - Serbie) (copilote Petar Sivov, sur Ford Escort RS Cosworth);
- 2001 et 2004: Rallye Sosser Sliven (copilote Petar Sivov, sur Peugeot 306 Maxi, puis sur Mitsubishi Lancer Evo VII);
- 2006: Rallye Elpa (à Egio) (copilote Yanaki Yanakiev, sur Mitsubishi Lancer Evo IX);
- 2007: Rallye Mille Miglia (copilote Yanaki Yanakiev, sur Mitsubishi Lancer Evo IX)  (et 11e au général (ch. Italie));
- 2007 et 2012: 38e Rallye de Bulgarie (copilote Yanaki Yanakiev, sur Mitsubishi Lancer Evo IX) (2e en 2006, 3e en 2005);

### Victoires en championnat de Bulgarie (toutes avec Yanaki Yanakiev; total: 17 victoires bulgares)
- 2001 et 2004: Rallye Sosser;
- 2007 et 2012: Rallye de Bulgarie;
- 2010: Rallye Vida;
- 2010 et 2011: Rallye Stari Stolici;
- 2010, 2011 et 2013: Rallye Hebros;
- 2011: Rallye Trayanovi Vrata;
- 2011: Rallye de Serbie (intégré au ch. bulgare);
- 2011 et 2012: Rallye Sliven;
- 2012 et 2013: Rallye Sredna Gora;
- 2013: Rallye Tvardica-Elena.